# Nachal Brit
Nachal Brit (hebrejsky: נחל ברית) je vádí v severním Izraeli, v Dolní Galileji.
Začíná v nadmořské výšce přes 100 metrů cca 1 kilometr západně od vesnice Tajbe, která leží na náhorní planině Ramot Jisachar. Vádí směřuje k jihovýchodu plochou, zemědělsky využívanou krajinou a na severním okraji vesnice Moledet ústí zprava do vádí Nachal Jisachar.